# Air Vosges
Air Vosges, (code IATA : GS) était une compagnie aérienne régionale française de troisième niveau créée en 1969 effectuant des liaisons régulières et basée sur l'aéroport d'Épinal-Mirecourt, qui a fusionné avec la compagnie aérienne Air Alsace le 01 janvier 1975.

## Histoire

Premier logo de la compagnie en 1969.

C'est le 20 mai 1969, à l'initiative de la Chambre de Commerce et d'Industrie d'Épinal que la compagnie Air Vosges voyait le jour dans le but de relier le chef-lieu et principal pôle économique des Vosges à Paris et Lyon.
Le siège social se trouvait au siège de la chambre consulaire au 10 Rue Claude Gelée à Epinal.
En 1969, elle commençait ses opérations en desservant Paris-Le Bourget les lundis, mardis, jeudis et vendredi, 2 fois par jour et Lyon-Bron, les mercredis et vendredis à la même fréquence. La durée de vol était de 01 heure 05 minutes pour les deux destinations et le tarif aller-simple de 130 Frs. 
En 1970, elle ne disposait que d'un appareil Cessna 401.
Elle avait adhéré à l' A.T.A.R. (l'association des transporteurs aériens régionaux) composée de 13 compagnies dite de troisième niveau dont Air Alpes, Air Centre, Air champagne Ardenne, Air Limousin, Air Paris, Air Périgord, Avia Taxi France, Europe Aéro Service, Rousseau Aviation, Touraine Air Transport, Corsair et Uni Air,,,.
La compagnie assurait également la liaison entre Nancy et Épinal en Cessna 402B.
Entre janvier et septembre 1972, la compagnie avait transporté 2 015 passagers et effectuée 744 heures de vol. Elle avait deux Cessna 401 (A et B) de 7 places. Elle effectuait uniquement Paris - Épinal.
En 1972, elle assurait une liaison vers Lyon mais, peu prisée, elle est rapidement abandonnée.
En 1973, Air Vosges avait transporté 2 305 passagers réguliers (208 passagers en avril, 314 en mai et 321 en juin).
Elle disposait au 30 juin 1973 de 2 personnels navigants techniques, 3 techniciens pour l'entretien et 1 secrétaire administrative,.
Elle assurait 10 fréquences par semaine sur son unique ligne vers Paris. Le tarif aller-simple 1973 pour Paris était de 160 Frs.
Le 1er janvier 1975, elle fusionnait avec la compagnie Air Alsace, basée sur l'aéroport de Colmar qui reprenait la liaison Épinal - Paris (Le Bourget) en biréacteur Corvette qui mettait la capitale à 35 minutes des Vosges.
La Chambre de Commerce d'Epinal créait alors le 31 octobre 1975, un service de transport aérien à la demande dénommée "Air Service Vosges", basée sur l'aéroport d'Épinal et son siège à la Chambre consulaire au 10 Rue Claude Gelée à Epinal comme Air Vosges. Elle cessera son activité en juin 2006 après 31 ans de service à Epinal.

## Le réseau
La compagnie desservait Paris-Le Bourget, Nancy et Lyon-Bron.

## Flotte
La compagnie utilisait:
- Cessna 401A immatriculé F-BRIV (entré en flotte en mai 1969),
- Cessna 401B immatriculé F-BRSZ (entré en flotte en août 1970),
- Cessna 402B immatriculé F-BRUZ,
- PA-23 Aztec 250E immatriculé F-BTYQ (entré en flotte en avril 1973).